# Tasters
Tasters ist eine 1999 gegründete Metalcore-Band aus Livorno/Italien, die früher auch als "Taster's Choice" bekannt war.

## Geschichte
Die Tasters veröffentlichten seit der Gründung drei Alben. Shining erschien 2005 über die Labels Shark und Gencross Records. 2009 folgte The Rebirth, dass über Bagana Records veröffentlicht wurde. In dieser Zeit spielte die Gruppe im Vorprogramm von Bands wie 30 Seconds to Mars, Evergreen Terrace, Sonic Syndicate, Cancer Bats, Terror und Aiden. Im Dezember 2009 spielte Tasters erstmals außerhalb Italiens. Die Tasters tourten mit Bleed from Within im Vorprogramm durch Großbritannien. Im Februar und März 2010 tourte die Gruppe durch Russland. Auf der Russland-Tour spielte Tasters 30 Konzerte.
Im September 2011 ist das dritte Studioalbum unter dem Titel Reckless ‘till The End unter Nuclear Blast veröffentlicht worden. Im Mai 2012 ging die Band als Vorgruppe von Of Mice & Men erneut durch Europa touren, nachdem die sie bereits im Jahr 2011 mit Texas in July eine komplette Europa-Tour absolviert hatte. Es sind Konzerte in Deutschland, Frankreich, Belgien, Italien, Österreich, der Schweiz und in den Niederlanden geplant. Im Juni 2011 spielte Tasters erstmals in Slowenien auf dem Metalcamp.
Die Musikvideos zu den Liedern Make Your Game (2005) und Please Destroy This World wurden von Salvatore Perrone, welcher bereits mit Stigma, Suicide Silence, Devildriver und Evergreen Terrace arbeitete, gedreht.
Tasters besteht aus Daniele Nelli (Gesang), Tommy Antonini (Gitarre), Luke Pezzini (Gitarre), Fabrizio Pagni (Keyboard, Backgroundgesang) und Ale Lera (Schlagzeug).

## Diskografie
- 2005: Shining (Shark Records/Gencross Records)
- 2009: The Rebirth (Bagana Records)
- 2011: Reckless ´till The End (Nuclear Blast Records)
- 2017: De Rerum Natura (Eigenproduktion)